# Putzbrunn
Putzbrunn è un comune tedesco di 5 875 abitanti, situato nel Circondario di Monaco di Baviera, nel land della Baviera. È un sobborgo orientale di Monaco di Baviera.
Il territorio comunale comprende i seguenti centri abitati:
- Oedenstockach
- Putzbrunn (capoluogo)
- Solalinden
- Waldkolonie